# Hyperolius lucani
Hyperolius lucani és una espècie de granota de la família Hyperoliidae que viu a Angola. Aquest tàxon es coneix només en la zona impossible de rastrejar de "Locam Landana dictum, en frondibus Borassorum" (Rochebrune 1885), l'enclavament de Cabinda, Angola. No hi ha cap mapa de distribució preparat durant l'última avaluació. El seu hàbitat natural s'inclou masses d'aigua i té un desenvolupament larval. No hi ha amenaces significatives per a la supervivència d'aquesta espècie.